# بینه‌قدی (باکو)
بینه‌قدی (انگلیسی: Binəqədi) یکی از شهرک‌ها و مناطق شهری باکو پایتخت جمهوری آذربایجان است.
مردم این شهرک در ۱۸۹۳ میلادی تقریباً همگی از تات‌های قفقاز بودند اما امروزه در آمارهای دولت باکو آن‌ها را آذری به شمار می‌آورند.